# San Andrés (Tabasco)

Impressão do selo cilíndrico de San Andrés, mostrando uma ave "falando" o nome "3 Ajaw"

San Andrés é um sítio arqueológico olmeca no actual estado mexicano de Tabasco. Situado a 5 km para nordeste do centro cerimonial olmeca de La Venta, San Andrés é considerada uma das suas comunidades satélites da elite, com evidências de residências da elite e de outras actividades desta. Várias descobertas arqueológicas importantes foram feitas em San Andrés, incluindo os mais antigos vestígios de girassol domesticado, e possíveis evidências de um sistema de escrita olmeca.

## Sumário
As mais antigas evidências de actividade humana em San Andrés - pólen de milho (espécies Zea) e extensos depósitos de carvão vegetal produzidos por uma agricultura de roça - foram datadas de 5100 a.C.. Nessa altura, o golfo do México estendia-se por terrenos hoje imersos, e San Andrés era um local de cristas de praia e lagunas de barreira, hoje em dia presentes cerca de 15 km para norte.
Evidências posteriores de habitação humana incluem pólen datado de 4600 a.C., sementes de 2600 a.C., e evidências de cultivo de milho desde 2000 a.C.

San Andrés e La Venta no contexto da área nuclear olmeca.

A primeira evidência de ocupação olmeca foi datada de 1350 a.C., ocupação esta que durou cerca de 150 anos (até 1200 a.C.), seguindo-se um hiato na ocupação do local até aproximadamente 900 a.C. Os 550 anos seguintes foram de ocupação continuada, sendo finalmente abandonado algum tempo antes de 350 a.C. Esta data coincide com o abandono de La Venta e a dissolução da cultura olmeca.

## Vestígios antigos de plantas domesticadas
San Andrés é notável pelos antigos pólens e sementes ali encontrados. Apesar de a elevada humidade típica destas terras baixas tropicais ter provocado a destruição das substâncias orgânicas, incluindo restos de esqueletos olmecas, a equipa de investigação multidisciplinar procurou abaixo do nível freático, na esperança de a natureza conservadora do solo saturado de água lhes permitir recuperar amostras antigas.
Entre as suas descobertas incluem-se:
- Pólen de milho antigo (espécies Zea) de até 5100 a.C.
- Um único grão de pólen de mandioca datado de aproximadamente 4600 a.C. Uma vez que o pólen de mandioca é raro nos sedimentos, a sua descoberta "ou foi fortuita, ou então cresciam próximo do local pés de mandioca em abundância".
- Uma semente e um fruto de girassol domesticado datados de aproximadamente 2650 a.C. e 2550 a.C. respectivamente. Este é o mais antigo registo de girassol domesticado que se conhece.
- Pólen de algodão (Gossypium) de cerca 2500 a.C. Os investigadores sugerem que este algodão era domesticado, embora o algodão selvagem ocorra naturalmente ao longo da costa do golfo a leste.[1]

## Indícios de um sistema de escrita olmeca
As escavações feitas em San Andrés em 1997 e 1998 trouxeram à luz três artefactos que muitos arqueólogos dizem demonstrar que a civilização olmeca utilizava um verdadeiro sistema de escrita. Estes artefactos, datados de modo pouco preciso como sendo de 650 a.C., foram encontrados numa lixeira contendo os restos de um festival ou festa.
A descoberta mais importantes foi um selo cilíndrico de cerâmica do tamanho de um punho, aparentemente utilizado para imprimir em tecido. Quando "desenrolado" o selo mostra dois rolos de discurso emanando de uma ave, seguidos de elementos de desenho emoldurando o que se interpretou como sendo logogramas para "3 Ajaw", uma designação utilizada como data de calendário e, seguindo o costume mesoamericano, como nome de um governante olmeca.
Além do selo cilíndrico de cerâmica, foram encontrados dois diminutos fragmentos de de uma placa de pedra verde, cada um contendo um glifo inciso. Ambos glifos foram relacionados com glifos bem documentados em outros sistemas de escrita mesoamericanos, incluindo o ístmico e o maia.
O famoso arqueólogo e escritor Michael D. Coe interpreta estes glifos como "um tipo inicial de escrita" enquanto Richard A. Diehl, que escavou o sítio olmeca de San Lorenzo com Coe, sugere que esta descoberta "estabelece a existência de escrita e calendários olmecas por volta de 650 a.C." De opinião contrária é o epigrafista David Stuart, que defende ser difícil discernir evidências de um sistema de escrita numa mão-cheia de símbolos.

## O bloco de Cascajal
A questão sobre se os olmecas possuíam ou não um sistema de escrita foi complicada em 2006 pela descoberta do bloco de Cascajal. Este artefacto, uma laje de serpentina com 62 caracteres incisos, foi datada de 900 a.C., embora tenha sido descoberta fora de qualquer contexto arqueológico. Porém, ao invés de serem precursores dos glifos de San Andrés, os 28 caracteres distintos do bloco de Cascajal não possuem nenhuma semelhança óbvia com aqueles e são, na verdade, diferentes dos de qualquer outro sistema de escrita mesoamericano. Questões sobre a interpretação dos glifos de San Andrés (e sobre o bloco de Cascajal) terão que aguardar investigações adicionais antes de poderem ser respondidas.